# ポンディシェリー包囲戦 (1760年)
ポンディシェリー包囲戦（ポンディシェリーほういせん、英語: Siege of Pondicherry）は1760年から1761年にかけて、イギリス東インド会社がフランス東インド会社領のポンディシェリを包囲、占領した戦闘。

## 背景
1760年1月22日のヴァンディヴァッシュの戦いで大敗したラリー伯爵はやむなく、40マイル南東のポンディシェリーに撤退した。もはや対抗するだけの軍勢もないラリーはエア・クート率いるイギリス軍が各地のフランス居留地を占領するのを手を拱いて見るしかなかった。ラリーはマスカリン諸島に駐留しているフランス艦隊の救援を期待していたが、その艦隊は1760年1月の嵐でひどく損傷していた。

## 経過
こうした情勢から、9月にはついにフランスのインドにおける本拠地のポンディシェリーがイギリスに陸海から包囲され、12月にはイギリス軍4個大隊が攻城戦をはじめた。ラリーはそれでも救援艦隊という一縷の望みに期待し、実際マスカリン諸島のフランス艦隊には嵐のあとでも動ける船が数隻あったが、1760年6月にイギリスによる襲撃の情報が入ると救援に行くわけにもいかなくなった。結局救援軍は来ず、ラリー以下守備軍1,400人は翌年1月15日に降伏した。

## その後
ポンディシェリーまでも落としたイギリス軍は瞬く間にインドにおけるフランス領を全て占領した。マスカリン諸島への攻撃はイギリスがドイツ戦線で敗北を喫したことでそちらへの増援が必要になり、延期された。マスカリン諸島の守備は弱かったが、この延期でフランスは終戦まで諸島を守り抜くことができた。